# Station Stryków
Station Stryków is een spoorwegstation in de Poolse plaats Stryków.
Lijn 15 Bednary – Łódź Kaliska: 

0: Bednary ·
9: Łowicz Przedmieście ·
15: Grudze ·
21: Domaniewice ·
23: Domaniewice Centrum ·
27: Kamień Łowicki ·
32: Głowno ·
37: Bratoszewice ·
42: Stryków ·
46: Swędów ·
50: Glinnik ·
51: Glinnik Wieś ·
53: Smardzew ·
57: Zgierz ·
61: Łódź Radogoszcz Zachód ·
64: Łódź Żabieniec ·
68: Łódź Kaliska

Lijn 532 Łowicz Główny – Łowicz Przedmieście: 

0: Łowicz Główny ·
2: Łowicz Przedmieście